# Neoperla remota
Neoperla remota är en bäcksländeart som beskrevs av Banks 1920. Neoperla remota ingår i släktet Neoperla och familjen jättebäcksländor. Inga underarter finns listade i Catalogue of Life.